# Амфіума двопала
Амфіума двопала (Amphiuma means) — вид земноводних з роду амфіума родини амфіумові. Інша назва «вугреподібна амфіума».

## Опис
Загальна довжина досягає 75—116 см. Має довгий вугроподібний тулуб, що закінчується сплощеною головою. Рот щілиноподібний, дуже широкий. На кінцівках 2 пальці. Звідси й походить назва цього земноводного. Забарвлення спини коливається від темно-коричневого до чорного, черево має темно-сірий колір.

## Спосіб життя
Більшу частину життя проводить у воді. Активна вночі. Протягом дня ховається у норах ракоподібних чи інших схованках, нерідко заривається у мул. Підстерігає свою здобич, лежачи на дні водойми. Харчується тритонами, пуголовками, рибою, ракоподібними і молюсками.
Самиця відкладає до 200 яєць у сирий порожнини під сміттям, де вона залишається обернутою навколо них під час інкубації (яка триває близько 5 місяців). Дитинчата з'являються завдовжки 5,4 см зі світлими зябрами.

## Розповсюдження
Мешкає на південному сході США: у штатах штаті Вірджинія, Північна Кароліна, Південна Кароліна, Джорджія, Флорида, Алабама, Міссісіпі та Луїзіана.